# San Giovanni di Dio (Lecce)
A San Giovanni di Dio vagy Santa Maria della Pace egy templom Lecce történelmi óvárosában.

## Leírása
A templom 1738-1742 között épült barokk stílusban Mauro Manieri tervei alapján. A templom homlokzata két szintes. A földszint magas, korintoszi pilaszterek díszítik valamint a díszesen faragott portál. Ezzel szemben az emelet alacsony, mindössze egy ablak díszíti valamint faragott girlandok. A templom belső egy hajós téglalap alaprajzú. A mennyezetet stukkózás díszíti valamint lunetták. A templom főoltára leccei mészkőből készült. A templomban őrzött papírmasé szobrokat a 20. században a helyi múzeumnak adományozták.